# Régis de Chantelauze

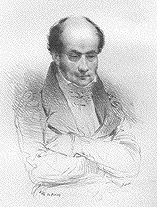
Régis de Chantelauze

François-Régis de Chantelauze (* 23. März 1821 in Montbrison, Loire; † 3. Januar 1888 in Paris) war ein französischer Historiker.
Régis de Chantelauze befasste sich insbesondere mit bestimmten Epochen der französischen Geschichte, die bislang nicht im Mittelpunkt der Geschichtsschreibung standen. Er verfasste mehrere Monographien anhand bislang unveröffentlichter Quellen, zu denen das Tagebuch des Leibarztes von Maria Stuart, Dominique Bourgoing, gehörte.

## Werke
- Le Père de La Chaize, confesseur de Louis XIV: Études d’histoire religieuse, lettres et documents inédits. Paris und Lyon, 1859
- Marie Stuart: son procés et son exécution (1876)
- Le cardinal de Retz et l’affaire du chapeau (1878, 2 Bände)
- Le cardinal de Retz et ses missions diplomatiques à Rome (1879)
- Louis XIV et Marie Mancini (1880)
- Louis XVII, son enfance, sa prison et sa mort au Temple (1884)
- Portraits historiques (1886. 2 Bände).

| Personendaten    | Personendaten                                       |
| ---------------- | --------------------------------------------------- |
| NAME             | Chantelauze, Régis de                               |
| ALTERNATIVNAMEN  | Chantelauze, François-Régis de (vollständiger Name) |
| KURZBESCHREIBUNG | französischer Historiker                            |
| GEBURTSDATUM     | 23. März 1821                                       |
| GEBURTSORT       | Montbrison, Frankreich                              |
| STERBEDATUM      | 3. Januar 1888                                      |
| STERBEORT        | Paris                                               |